# 彌勒寺 (益山市)
彌勒寺（：／ Mireuksa */?）是朝鲜半岛古代百济中最大的佛教寺廟。這個寺廟是由百濟武王於公元602年建立，它位於南韓全北特別自治道益山市，屬於百濟歷史遺跡地區的遺址之一。該遺址在1980年發掘，揭示了許多迄今為止關與百濟建築有關的未知事實。彌勒寺的石塔是兩個現存的百濟佛塔之一。它也是全韓國最大和最古老的寶塔之一。
在《三國遺事》中，闡述了有關建造彌勒寺的傳說。 據說，百濟武王和其妻子新羅善花公主在龍華山經過一個蓮花池時，突然從池裡出現了彌勒菩薩。國王立刻將池塘連成一團，並建成彌勒寺和相關的建築群。該建築群的中心曾經存在一個九層高的木塔，據說是出自百濟工匠大師阿非知（韓語：아비지）的傑作。
彌勒寺也被指定為韓國史蹟第150號， 目前彌勒寺已經部分恢復，現在包括一個博物館。

## 佈局

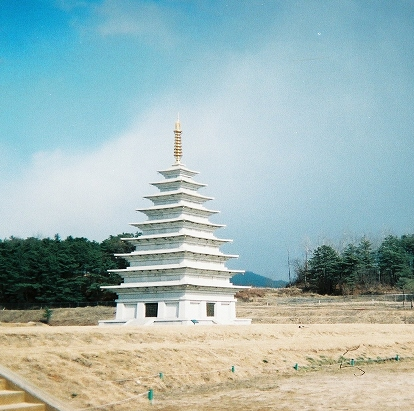
30米高的東塔在進行修復工程

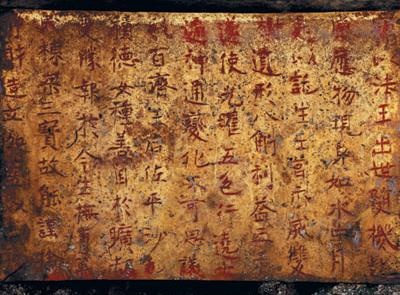
位於西塔的金盤

建築群包括一個中央的木塔，而兩側共有兩個石塔。池塘的堤道似乎已經形成了一道圍牆的外部入口。彌勒寺有一個獨特的佈局，它從東向西直線豎立了三座塔，每座都有一個向北的大廳。而每個寶塔和大廳似乎都被包圍的走廊包圍著，出現了一個被稱為「一廳一塔」三個獨立的寺廟。
中心的寶塔被發現是用木頭建造，而另外兩個則是由石頭建造而成。一座大型大廳和一座中間門的遺址出土在木塔的北面和南面。

### 國寶第11號
彌勒寺（彌勒寺址石塔）的石塔在1962年12月20日被指定為大韓民國國寶，是現時最古老和最大的石塔。這座寶塔是西塔。相信是在武王從600年至640年統治統治期間建成。寶塔在整體建築上是極為重要的，因為它顯示了百濟如何將他們的造工知識從木改為成石頭。木塔的一個例子是由木頭所製成的塔。從這座石塔，考古學家們可以收集當時百濟木工建造技巧，這是非常具學術性的，因為許多韓國木塔由於時間和戰爭的蹂躪沒法倖存於世。目前，寶塔有六層。然而，一眾學者仍不確定寶塔實際的樓層數。樓層的每一面分為三個部分，中間部分包含通往塔的門。走進寶塔的中心，可以觀察到一個巨大的中央支柱。周遭還有支柱和石頭支撐，從而模仿木製支柱。而寶塔的角落略微上升，每個漸進層將小於之前的一層。
在2009年1月的挖掘過程中，考古學家從西塔掘出了一塊金板。這張金版在兩方都刻有文言文銘文，描述了彌勒寺的建成時間和地點。這些信件都被刻成黃金，並使用紅色的油漆或「朱漆」鑲嵌的，這是一種保這是當時給重要物品或藝術作品的製作技術。
漢字版本如下:
| (前) 竊以法王出世隨機赴 感應物現身如水中月 是以託生王宮示滅雙 樹遺形八斛利益三千 遂使光曜五色行遶七 遍神通變化不可思議 我百濟王后佐平沙乇 積德女種善因於曠劫 受勝報於今生撫育萬 民棟梁三寶故能謹捨 淨財造立伽藍以己亥 | (後) 年正月卄九日奉迎舍 利願使世世供養劫劫 無盡用此善根仰資大 王陛下年壽與山岳齊 固寶曆共地同久上弘 正法下化蒼生又願王 后卽身心同水鏡照法 界而恒明身若金剛等 虛空而不滅七世久遠 并蒙福利凡是有心俱 成佛道 |

將其翻譯成白話文,內容如下:
——想到這一點，法王與許多佛教門徒的意志同步到了這個世界，這就像月光照在水面上。因此，佛陀誕生在一座宮殿中，在娑羅樹下實現了涅磐，留下了八塊舍利，使三千世界受益。那麼肯定的是，如果以五種顏色閃耀的舍利要在佛教禮儀上改變七次，那麼由此產生的神聖轉變是難以形容的。作為（佐平沙乇積德）的女兒沙宅王后的（百濟武王的妃子之一），在她的生活中，以她現在的生活中所受到的業績，教育了一眾人們 。

### 國寶第236號
目前在彌勒寺建築群中仍然倖存的是彌勒寺池塘桿旗組（[미륵사 지당 간기조] 错误：{{Lang-xx}}：拉丁字母轉寫第 1 個字元「미」不是拉丁字母。（帮助））。這兩塊巨大的石頭相隔90厘米。在特別的慶祝活動當中，一個旗桿將坐在兩座石柱之間。而每支柱上有三個洞。第一對孔是正方形，而另外兩對是圓的。但旗桿的基地沒有倖存下來。而桿上未裝飾的性質，除了雕刻在兩極外部的水平條紋，都表明這些桿是在統一新羅時期創建的。

## 保育和恢復
在1910年，整個彌勒寺建築群只有西塔其一部分（大韓民國國寶11號）仍然站穩腳跟。及後在1914年，日本政府對保育彌勒寺表示支持。而在20世紀末，一眾韓國考古學家對其進行廣泛的挖掘工程，為部分建築群重建和解讀建築群中心奠定了基礎。自1999年起，西塔的混凝土支撐已經被拆除，即整個結構被拆除。 目前，它正在進行復原工程，預期於2017年完成 （页面存档备份，存于）。

## 考古學的重要性
建築群內眾多的發現之一是石燈籠，它是寺廟結構所在的柱子和梯田的基石。而私人房屋以木地板作簡單結構。其中一個記錄表明這些房子是可以由梯子到達的。挖掘彌勒寺和臨江寺遺址的考古學家挖掘出大量高大的石頭，是建築群的基建材料，並在木地板上放置它。似乎這個功能是參考製作私人房屋過程改編而成。而當中的高架地板和供暖系統後來成為韓國房屋的特色結構之一。